# Bensalem Himmich
Pour les articles homonymes, voir Hakima Himmich et Ben Salem.
Bensalem Himmich, né le 13 août 1948 à Meknès, est un professeur marocain de philosophie à l'université Mohammed-V de Rabat, auteur bilingue d'œuvres littéraires et philosophiques (en arabe et en français) et homme politique affilié au parti de l'Union socialiste des forces populaires (USFP). Il a été ministre de la Culture dans le gouvernement El Fassi de juillet 2009 à janvier 2012.

## Biographie
Après avoir eu son baccalauréat littéraire, il effectue ses études supérieures à l'université Mohammed-V de Rabat, puis à l'Université Paris 3 - Sorbonne Nouvelle à Paris, où il obtient en 1983 son doctorat d'État. Il travaille ensuite en tant que professeur de philosophie à l'université de Rabat.
Lors du remaniement ministériel du 30 juillet 2009, le roi Mohammed VI le nomme ministre de la Culture en remplacement de Touria Jebrane Kryatif dans le gouvernement El Fassi.
Il est également membre de plusieurs organisations culturelles internationales. Il milite en politique et dans le domaine des droits humains.

## Distinctions
Il est lauréat du prix Naguib-Mahfouz (2002) et du prix Sharjah-UNESCO (2003) pour l'ensemble de son œuvre.

## Publications
- Le savant (Al Allama) : histoire romancée du grand historien et sociologue arabe Ibn Khaldoun : mêlant fiction et savoir, le roman relate la vie d’Ibn Khaldoun, en tant que savant en même temps qu’être qui raconte ses inquiétudes, son amour pour les femmes, ses amitiés, etc.

- Au pays de nos crises, Afrique-Orient
- Le calife de l'épouvante, Le Serpent à plume, 1999 : premier roman traduit en français

- (ar) Jarha al hayat, Centre culturel du livre, 2019